# La Valla-en-Gier
La Valla-en-Gier ist eine französische Gemeinde mit 1.118 Einwohnern (Stand: 1. Januar 2022) im Département Loire in der Region Auvergne-Rhône-Alpes. Sie gehört zum Arrondissement Saint-Étienne, zum Kanton Le Pilat und zum Kommunalverband Saint-Étienne Métropole.

## Geographie
La Valla-en-Gier liegt im Regionalen Naturpark Pilat, etwa zehn Kilometer ostsüdöstlich von Saint-Étienne am Fluss Gier. Im Südosten reicht das Gemeindegebiet bis auf 1388 m über dem Meer an den Crêt de la Perdrix im Mont-Pilat-Massiv heran. Nachbargemeinden von La Valla-en-Gier sind Saint-Chamond im Norden, Doizieux im Osten, Colombier im Südosten, Graix und Le Bessat im Süden sowie Saint-Étienne im Westen.

## Bevölkerungsentwicklung
| Jahr                       | 1962 | 1968 | 1975 | 1982 | 1990 | 1999 | 2006 | 2013 | 2022 |
| Einwohner                  | 745  | 677  | 581  | 660  | 745  | 741  | 880  | 990  | 1118 |
| Quellen: Cassini und INSEE |      |      |      |      |      |      |      |      |      |

## Sehenswürdigkeiten
- Kirche Saint-Andèol-et-Sainte-Agathe
- Kapelle Notre-Dame-de-Leytra
- Wasserfall Le Saut du
- Astronomisches Observatorium im Ortsteil Luzernod auf 810 m über dem Meer

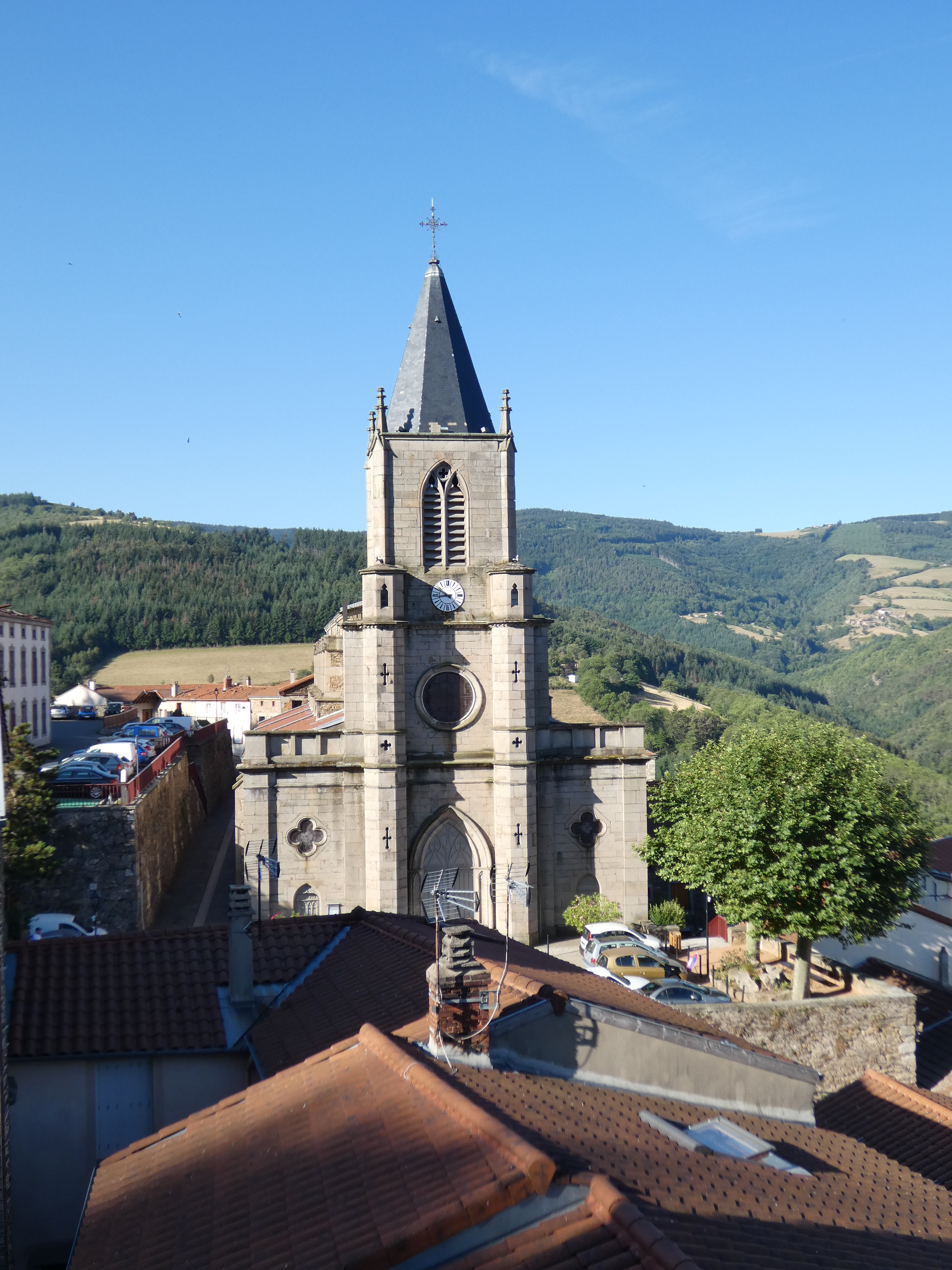
Kirche Saint-Andèol-et-Sainte-Agathe
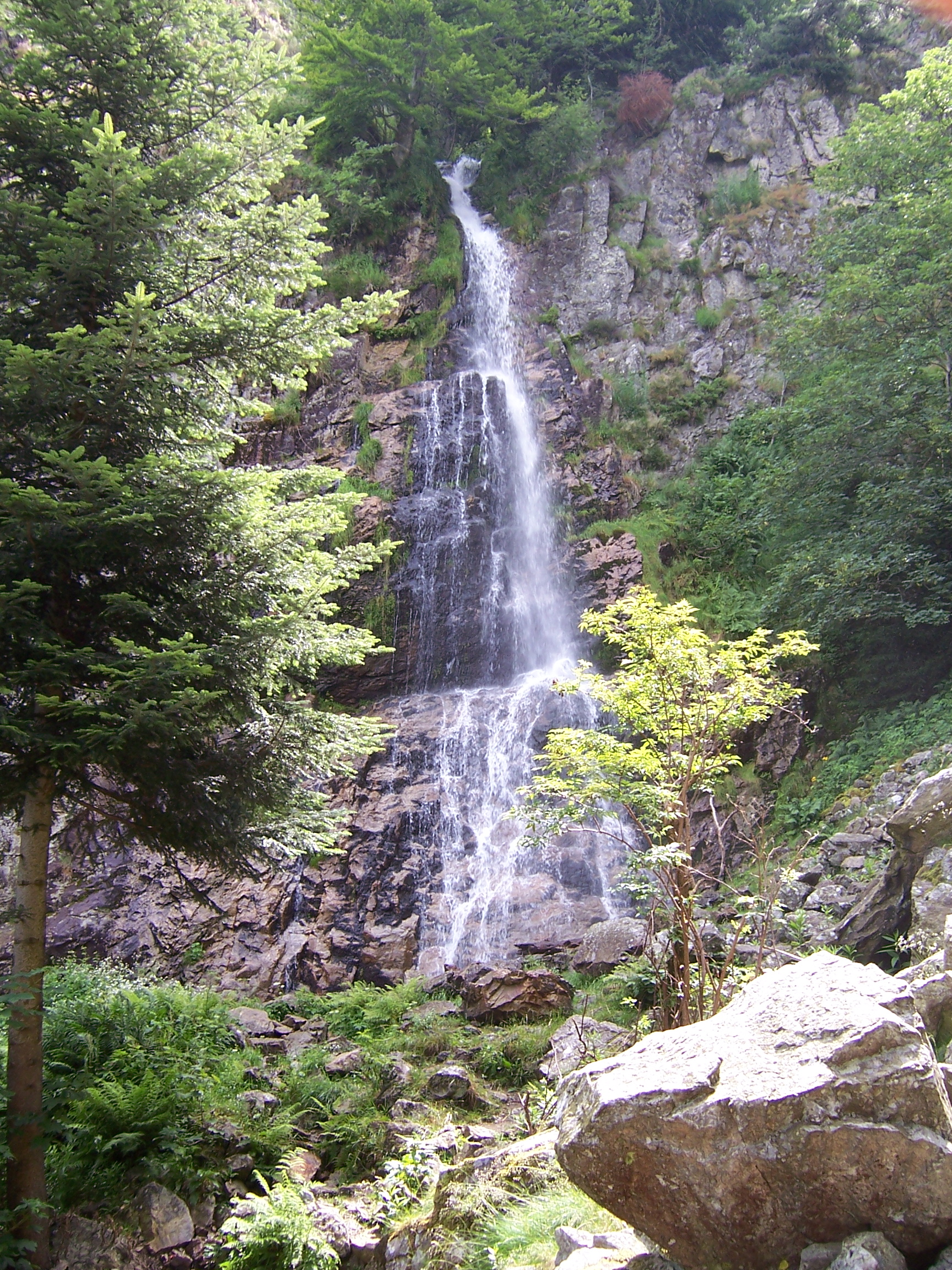
Wasserfall
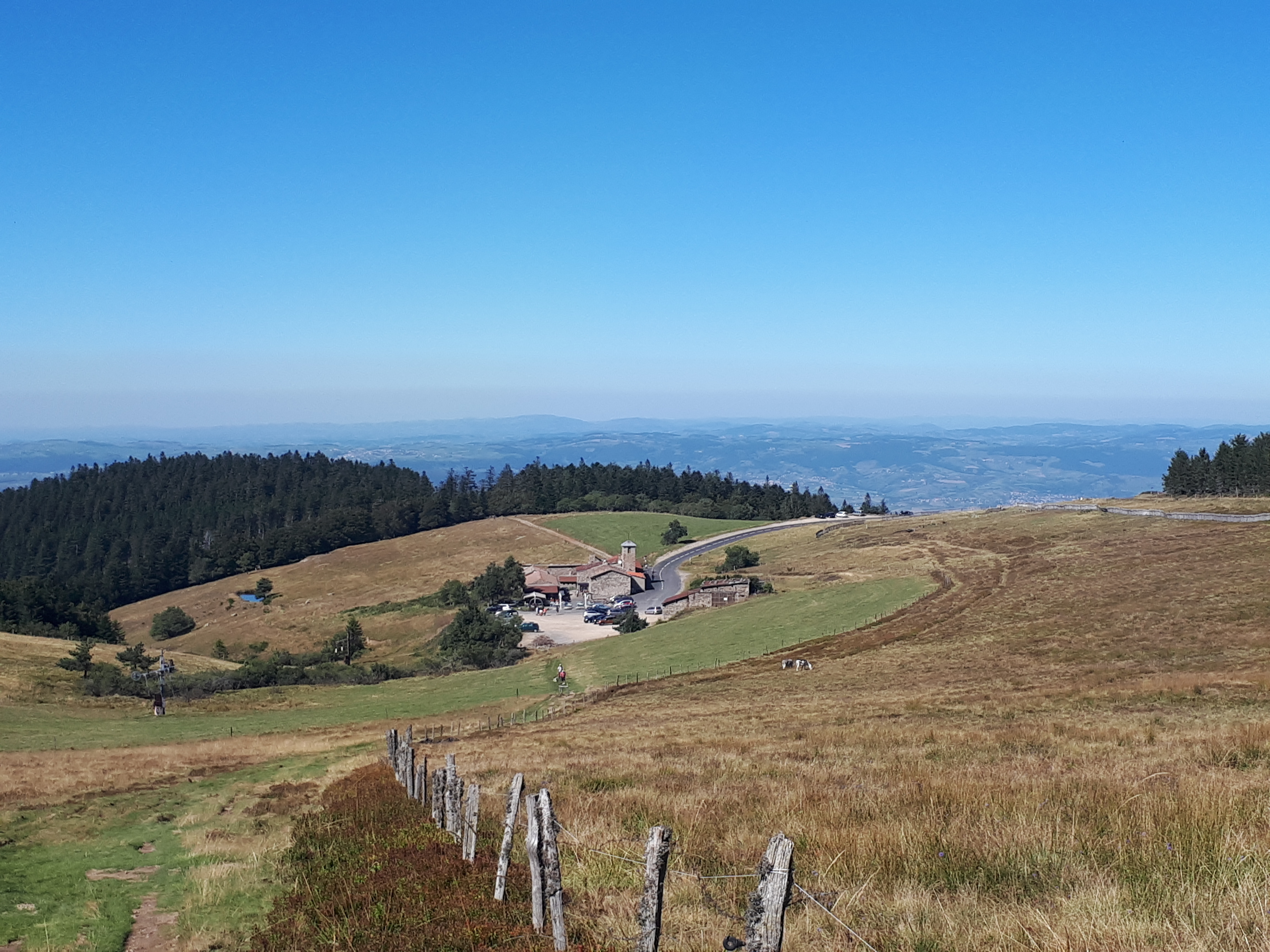
Bergbauernhof nördlich des Crêt de la Perdrix
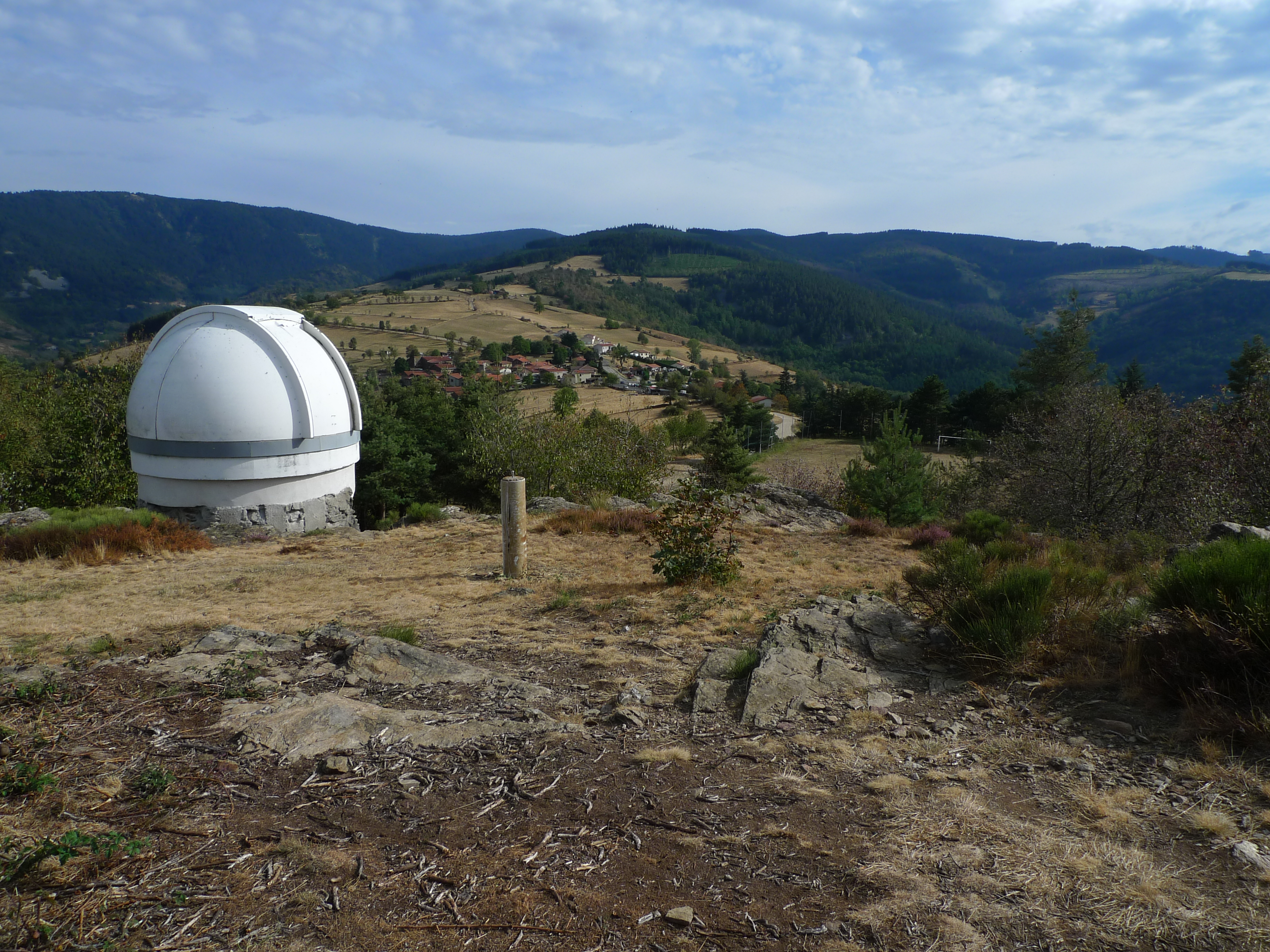
Observatorium Luzernod

## Persönlichkeiten
- Marcellin Champagnat (1789–1840), Priester, Vikar in La Valla-en-Gier, Heiliger der römisch-katholischen Kirche